# Alliance démocratique pour la paix – Maliba
L'Alliance démocratique pour la paix-Maliba (ADP-Maliba) est un parti politique malien créé le 18 mars 2013 par Aliou Boubacar Diallo. Il a soutenu  le candidat vainqueur de l'élection présidentielle malienne de 2013, Ibrahim Boubacar Keïta et remporté deux sièges aux élections législatives maliennes de 2013.
Aux élections législatives maliennes de 2020, six sièges sont remportés par l'ADP-Maliba[réf. nécessaire].